# Musée du Fumeur
Musée du Fumeur (Muzeum kuřáka) je soukromé muzeum v Paříži. Nachází se v 11. obvodu v ulici Rue Pache. Muzeum se specializuje na předměty spojené s kuřáctvím.

## Historie
Muzeum bylo otevřeno v roce 2011 na ploše 60 m2.

## Sbírky
Soukromá sbírka představuje návštěvníkům tabákové i opiové dýmky, bongy, vodní dýmky, indiánské kalumety, doutníky, tabatěrky, vzorky tabáků, ale také rytiny, fotografie a filmy s námětem kouření nebo botanická vyobrazení tabáku.